# Diego Carlos
Diego Carlos (* 15. März 1993 in Barra Bonita, São Paulo; voller Name Diego Carlos Santos Silva) ist ein brasilianischer Fußballspieler, der für Fenerbahce Istanbul spielt.

## Karriere
Diego Carlos begann seine Profikarriere bei Desportivo Brasil in der Saison 2012/13 und spielte 2013 für den FC São Paulo auf Leihbasis.
Am 2. Juli 2014 wechselte er zu GD Estoril Praia und wurde direkt darauf an den FC Porto B verliehen. Er absolvierte sein erstes Spiel für Porto am 5. November 2014 in der Segunda Liga gegen CD Tondela.
Im folgenden Jahr absolvierte er 31 Ligaspiele für GD Estoril Praia in der Primeira Liga.
Im Juni 2016 wurde bekannt gegeben, dass Diego Carlos einen Fünfjahresvertrag beim FC Nantes unterschreiben werde. Er gab sein Debüt in der Ligue 1 am 13. August 2016 bei einem 1:0-Auswärtssieg gegen FCO Dijon. Bei dem französischen Verein wurde er schnell zu einer festen Größe in der Verteidigung.
2018 erhielt Diego Carlos eine rote Karte nach einem scheinbaren Schlag des Schiedsrichters, was für internationale Aufmerksamkeit sorgte. Die rote Karte wurde später vom Französischen Fußballverband annulliert.
Im Juni 2019 wurde sein Wechsel zum FC Sevilla in die spanische Primera División bekannt gegeben. Nach drei Jahren in Sevilla schloss sich der Brasilianer im Sommer 2022 Aston Villa an.
Mitte Januar 2025 wechselte Diego Carlos für eine Ablösesumme von rund 10 Millionen Euro zu Fenerbahçe Istanbul in die türkische Süper Lig, wo er einen Vertrag über dreieinhalb Jahre unterschrieb.

## Nationalmannschaft
Im Juni 2021 wurde Diego Carlos in den Kader der Olympiaauswahl für das Fußballturnier der Olympischen Sommerspiele 2021 berufen. Das Team gewann die Goldmedaille.

## Erfolge
FC Sevilla
- UEFA Europa League: 2020

U-23 Nationalmannschaft
- Olympiasieger: 2021